# Mietek Pachter
Mietek Pachter właściwie Mieczysław Pachter (ur. 1923 w Warszawie, zm. 25 listopada 2018 w Villemomble pod Paryżem) – polski autor wspomnień z czasów II wojny światowej pochodzenia żydowskiego, uczestnik i obserwator powstania w getcie warszawskim.

## Życiorys
Podczas okupacji niemieckiej w trakcie II wojny światowej znalazł się wraz z rodzicami i braćmi w getcie warszawskim. Pracował tam przy rozbiórce domów jednocześnie zajmując się szmuglem. Razem z rodziną uniknął deportacji do obozu zagłady w trakcie tzw. wielkiej akcji likwidacyjnej w getcie warszawskim z lata 1942 roku. Podczas tzw. akcji styczniowej w 1943 roku, zginęli jego rodzice i młodszy brat. Po wybuchu powstania w getcie warszawskim ukrywał się wraz z bratem w jednym z bunkrów, a po jego wykryciu został wyprowadzony na Umschlagplatz i znalazł się w transporcie skierowanym do obozu zagłady w Treblince. Wraz z bratem uniknął śmierci, gdyż ich transport jako jeden z nielicznych w historii obozu został odesłany do obozu na Majdanku. Z Majdanka, bracia Pachterowie zostali przeniesieni do obozu pracy przymusowej w Skarżysku-Kamiennej, a pod koniec wojny przetransportowani do zakładów HASAG-u w Częstochowie, gdzie zastało ich wyzwolenie. 
W 1946 opuścił wraz z bratem Polskę i trafił do Niemiec, gdzie okazało się, że choruje na gruźlicę. Dzięki wsparciu American Jewish Joint Distribution Committee, Mietek Pachter trafił w grudniu 1946 roku do szwajcarskiego sanatorium w Davos, gdzie spisał swoje wspomnienia z czasów pobytu w getcie warszawskim i powstania. Wspomnienia te zostały opublikowane pt. Umierać też trzeba umieć. 
Po opuszczeniu sanatorium wyjechał do Francji, gdzie założył rodzinę. Zmarł 28 listopada 2018 roku. Został pochowany w Izraelu.
W 2023 został jednym z bohaterów prezentowanej w Muzeum Historii Żydów Polskich Polin, wystawy pt. „Wokół nas morze ognia. Losy żydowskich cywilów podczas powstania w getcie warszawskim”. 